# Novella Carpenter
Novella Carpenter es una escritora estadounidense que trata el tema de la agricultura urbana y la sostenibilidad.

## Biografía
Es autora del libro Farm City: The Education of an Urban Farmer. El libro habla de su enorme huerto en Ghost Town, una barriada deprimida a kilómetro y medio de Oakland (California). La obra fue considerada una de los mejores de 2009.
Estudió biología e inglés en la Universidad de Washington y se graduó en la Escuela de Periodismo de la Universidad de California en Berkeley, donde fue compañera de clase de Michael Pollan. Escribió para la revista Mother Jones, Salon and SF Gate. Es coautora con Traci Vogel de Don't Jump! The Northwest Winter Blues Survival Guide, publicado en 2002 por Sasquatch Books. Ha trabajado de profesora adjunta de Estudios Ambientales en la Universidad de San Francisco, enseñando agricultura urbana y escritura en la Facultad de Ciencias y Artes.
En marzo de 2011, la ciudad de Oakland le comunicó que debía de cerrar su huerto en Ghost Town ya que estaba vendiendo los excedentes de producción sin permiso para ello. En abril de 2011, tras un largo debate que llevó a la reforma de las políticas de la ciudad acerca de los huertos urbanos, a Carpenter se le concedió un permiso por el que pudo mantener a sus más de 40 animales, entre los que había patos, pollos, conejos, cerdos y cabras.
El manual de Carpenter para los huertos urbanos, The Essential Urban Farmer, coescrito con Willow Rosenthal, se publica por Penguin Press el 27 de diciembre de 2011. Una memoria, Gone Feral: Tracking My Dad Through the Wild, publicada el 12 de junio de 2014, también por Penguin Press, ha sido recibido como mejor libro de 2014 por múltiples premios.

## Obras

### En español
A día de hoy tan solo Capitán Swing se ha atrevido con Carpenter:
- Carpenter, Novella (2015). La granja urbana. España: Capitán Swing. ISBN 9788494367632.. Traducción de Farm City: The Education of an Urban Farmer.

### En inglés
- Carpenter, Novella; Gilovich, Paula; Kessler, Rachel (1 de enero de 2002). Rendezvous Reader: Northwest Writing (en inglés). 10th Avenue Publishing. ISBN 978-0972086400.
- Carpenter, Novella; Vogel, Traci; Arnold, Alli (22 de enero de 2002). Don't Jump!: The Northwest Winter Blues Survival Guide (en inglés). Sasquatch Books. ISBN 978-1570612664.
- Carpenter, Novella (25 de mayo de 2010). Farm City: The Education of an Urban Farmer (en inglés). Penguin Books. ISBN 978-0143117285.
- Carpenter, Novella; Rosenthal, Willow (27 de diciembre de 2011). The Essential Urban Farmer (en inglés). Penguin Books. ISBN 978-0143118718.
- Carpenter, Novella (11 de agosto de 2015). Gone Feral: Tracking My Dad Through the Wild (en inglés) (Nueva edición). Penguin Books. ISBN 978-0143127420.
- Carpenter, Novella; Freed, Dolly (1 de enero de 2019). Possum Living: How to Live Well without a Job and With (Almost) No Money (en inglés) (1a edición). Tin House Books. ISBN 978-1947793200.